# 大竹忍
大竹忍（日语：／ Ōtake Shinobu，1957年7月17日—），日本女演員、歌手，血型A型，出身於東京都江戶川區，桐朋學園短期大學演劇科畢業。為日本電影金像獎史上首位同屆獲得女主角與女配角獎的演員（1978年），亦為放送文化基金獎第一位獲得兩次個人演技獎的演員。

## 经历
1982年與導演服部清治結婚，生有一子，丈夫於1987年過世。1988年與藝人明石家秋刀魚再婚，生有一女（IMALU），於1992年離婚。
2021年8月8日，与杉并儿童合唱团在2020年夏季奥林匹克运动会闭幕式现场演唱《星际漫步》。

## 出演

### 電影
- 寅次郎的故事〜加油，寅次郎〜
- 聖職的碑（1978年、東宝）
- 事件（1978年、松竹）
- 鬼畜（1978年、松竹）
- 啊，野麦峠（1979年、新日本映画）
- 鐵道員（1999年、東映）
- 黑色之家 （1999年、松竹）
- 海街日記（2015年、東寶）飾 佐佐木都（三姊妹的母親）
- 後妻業之女（2016年）
- 渔港的肉子（2021年）飾 肉子，动画电影
- 海岬的迷途之家（2021年）飾 貴和婆婆[2]，動畫電影
- 地獄犬 HELL DOGS（日语：ヘルドッグス）（2022年9月16日、東寶 / Sony Pictures Entertainment）- 衣笠典子[3]
- 你想活出怎樣的人生（2023年）飾 愛子[4]，動畫電影

### 舞台
- 潘朵拉之鐘
- 奇跡之人
- 慾望街車
- 馬克白

### 電視劇
- NHK大河劇
  - 花神（日语：花神 (NHK大河ドラマ)）（1977年，お里）
  - 獅子的時代（日语：獅子の時代）（1980年，平沼千代）
  - 德川家康（1983年，於大之方）
  - 元祿繚亂（1999年，大石理玖（日语：香林院））
  - 江～公主們的戰國～（2011年，北政所）
  - 韋駄天～東京奧運故事～（2019年，池部幾江）
  - 鎌倉殿的13人（2022年，雲遊巫女）
  - 怎麼辦家康（2023年，大藏卿局）
- 水色之時（1975年，NHK晨間小說連續劇）
- 家族（1977年，TBS）
- 冬之桃
- 代嫁公主
- 親愛的女人    １９９６演員有(大竹忍)（東山紀之）(野際陽子)（長瀨智也）
- 男女7人夏物語（1986年，TBS）
- 男女7人秋物語（1987年，TBS）
- 來自北國95 祕密
- 奧黛麗（2000年，NHK晨間小說連續劇）
- 溫柔時光（2005年，富士電視台）
- （2007年，TBS）
- 謝謝您，媽媽（2008年）
- 儘管如此也要活下去（2011年，富士電視台）
- 對不起，我愛你（2017年，TBS電視台）
- 監察醫 朝顏 第2季（2020年，富士電視台）
- PICU 兒童加護病房（2022年，富士電視台）
- 海的開始（2024年，富士電視台）

## 外部連結
- 大竹忍（官方網站）
- 大竹忍的Instagram帳戶